# Eliot Sumner
Eliot Paulina Sumner, född 30 juli 1990 i Pisa, Italien, är en engelsk musiker och skådespelare som skivdebuterade 2010 under namnet I Blame Coco men som sedan gått över till att släppa musik och skådespela under sitt riktiga namn. 
Eliot Sumners föräldrar är den brittiske musikern Sting och skådespelaren Trudie Styler.
Sumner identifierar sig som "gender fluid", alltså icke-binär.

## Biografi
Eliot Sumner växte upp i Wiltshire, England, i stort isolerad från faderns kändisskap, men fick lära sig musicera av honom.
Sumners första album, The Constant, släpptes 2010 under artistnamnet I blame Coco. Den första singeln "Caesar", skriven och producerad av Klas Åhlund, släpptes som en duett med svenska sångerskan Robyn i februari 2010.Sumners andra album, Information, släpptes 2016 under Sumners eget namn. 
Därefter började Sumner en skådespelarkarriär, och har synts bland annat i filmen The Gentlemen från 2019, Bondfilmen No Time to Die från 2021 och Netflix-serien Ripley från 2024.
Under Paris modevecka hösten 2024 syntes Sumner som modell för Miu Miu.
Sumner spelar karaktären Kat i TV4s serie Vargasommar, som hade premiär på juldagen 2024.